# Anna Kaźmierak
Anna Kaźmierak (ur. 1983) – polska malarka, ilustratorka i graficzka.

## Życiorys
Pochodzi z Chełmna. Ukończyła studia w zakresie edukacji artystycznej oraz grafiki i malarstwa na Akademii Sztuk Pięknych im. Władysława Strzemińskiego w Łodzi (2007). Jest autorką wielokrotnie wyróżnianych, etnograficznych książek dla dzieci oraz ilustratorką książek dla dorosłych.

## Wyróżnienia
- Nominacja do Nagrody im. Ferdynanda Wspaniałego (2020) za najlepszą książkę 2019 roku, przyznawanej podczas Festiwalu Literatury dla Dzieci w Krakowie[4];
- Nagroda graficzna Książka Roku (2020) Polskiej Sekcji IBBY za tytuł „Turonie, żandary, herody. Wiejska maskarada”[5];
- Nagroda Edytorska Dobre Strony (2020) przyznawana przez Wrocławski Dom Literatury, za tytuł „Turonie, żandary, herody. Wiejska maskarada”[1][6];
- Najpiękniejsza Polska Książka (2023) w Konkursie Polskiego Towarzystwa Wydawców Książek w kategorii: Książki dla dzieci i młodzieży za tytuł „Gdzie ty jesteś, koguciku?”[7];
- Nominacja do Nagrody Literackiej m.st. Warszawy (2024) w kategorii: literatura dziecięca za tytuł „Gdzie ty jesteś, koguciku?”[8].

## Publikacje
- Kaźmierak A., Elementarz tradycji Regionu Kozła. Książka do mazania, Fundacja TRES, 2017, ISBN 978-83-931546-2-3.
- Kaźmierak A., Turonie, żandary, herody. Wiejska maskarada, Wydawnictwo Dwie Siostry, 2019, ISBN 978-83-8150-023-4.
- Kaźmierak A. (ilustracje), Kwaśniewski T., Bedyńska A. (zdjęcia), Jedno oko na Maroko. Rozmowy z osobami, które się wyróżniają, Wydanie I w tej edycji, Warszawa: Wydawnictwo Dwie Siostry, 2022, ISBN 978-83-8150-308-2.
- Kaźmierak A., Gdzie ty jesteś, koguciku?, Wytwórnia, 2023, ISBN 978-83-67032-18-6.
- Kaźmierak A. (ilustracje), Ton V.A., Utnik-Strugała M., Xin chào!. Wietnam dla dociekliwych, Wydawnictwo Dwie Siostry, 2023, ISBN 978-83-8150-558-1.